# Charles Johnson (capitaine)
Pour les articles homonymes, voir Johnson et Charles Johnson.
Le capitaine Charles Johnson est un Britannique auteur du livre Histoire générale des plus fameux pirates (1724) et dont l'identité reste un mystère. Aucun enregistrement d'un capitaine de ce nom n'existe. Certains chercheurs ont suggéré que « Charles Johnson » était en réalité un pseudonyme de Daniel Defoe, mais ceci est contesté.
Le travail de Charles Johnson a été déterminant dans l'élaboration des conceptions populaires de la piraterie et est la principale source pour les biographies de nombreux pirates.